# Ten Years
Ten Years ou 10 Years (Brasil: 10 Anos de Pura Amizade / Portugal: 10 Anos Depois) é um filme de comédia dramática e romântico dirigido por Jamie Linden, este filme foi a sua estreia como diretor. A trama envolve um grupo de amigos que se reúnem 10 anos após a formatura. O filme é estrelado com um elenco incluindo Channing Tatum, Jenna Dewan, Justin Long, Kate Mara, Rosario Dawson, Lynn Collins, Chris Pratt, Scott Porter, Brian Geraghty, Anthony Mackie, Kelly Noonan e Juliet Lopez. O filme foi lançado em 14 de setembro de 2012 nos cinemas estadunidenses. No Brasil, foi lançado diretamente em vídeo.

## Elenco
- Channing Tatum[2] como Jake
- Jenna Dewan como Jess
- Justin Long como Marty Burn
- Kate Mara como Elise
- Rosario Dawson como Mary
- Lynn Collins como Anna
- Chris Pratt[4] como Cully
- Scott Porter como Phillip McGregor
- Brian Geraghty como Garrity Liamsworth
- Anthony Mackie como Andre Irine
- Nick Zano como Nick Vanillo

## Produção
O curta-metragem intitulado Ten Year foi produzido em 2011 por Channing Tatum para atrair financiamento para o filme.
O filme é produzido por Marty Bowen, Reid Carolin, Wyck Godfrey, e Channing Tatum. O roteiro é escrito e dirigido por Jamie Linden, que anteriormente foi o roteirista de We Are Marshall (2006) e Dear John (2010). O filme foi rodado em Nova York, Califórnia e Novo México a partir de janeiro de 2011.[carece de fontes?]
Os atores Chris Pine, Anna Faris, Megan Fox e Taylor Momsen foram cogitados para o elenco do filme.

## Lançamento
O filme teve uma estréia tapete vermelho no Festival Internacional de Cinema de Toronto.